# Pablo Ferro
(Jonathan Demme)
Pablo Ferro (Antilla, 15 gennaio 1935 – Sedona, 16 novembre 2018) è stato un disegnatore e regista cubano.

## Biografia

### Gli inizi
Quando aveva dieci anni, si trasferì con la famiglia da Cuba a New York dove, autodidatta, studiò animazione su un libro di Preston Blair. Iniziò a lavorare come freelance nell'industria dell'animazione a New York (Academy Pictures, Elektra Studios...) e quindi nella produzione di spot pubblicitari in bianco e nero.
Lavorando in questo ambiente divenne amico di William Tytla (già animatore per la Disney): Tytle gli insegnò il disegno a mano libera. Lavorò anche con Stan Lee, futuro editore della Marvel Comics. Nel 1953 Ferro divenne un disegnatore professionista di fumetti. Nel 1961 fondò insieme a Fred Mogubgub e Lew Schwartz la Ferro, Mogubgub and Schwartz. Nel 1964 fondò la Pablo Ferro Films.

### La collaborazione con Kubrick
Del 1964 è anche la proficua collaborazione con Stanley Kubrick (che lo definirà un genio) in occasione delle riprese del film Il dottor Stranamore - Ovvero: come ho imparato a non preoccuparmi e ad amare la bomba: Ferro disegnò i titoli di testa, diresse il trailer e gestì la campagna pubblicitaria.

### La consacrazione
Dopo la collaborazione con Kubrick fu consacrato regista, editore, produttore e disegnatore di titoli tra cui ricordiamo:
- Il caso Thomas Crown (1968)
- Arancia meccanica (1971)
- Beetlejuice - Spiritello porcello (1988)
- Philadelphia (1993)
- L.A. Confidential (1997)
- Will Hunting - Genio ribelle (1997)

Nel 1999 fu premiato con il DaimlerChrysler Design Award.
Nel 2000 fu premiato con il Art Directors Hall of Fame Award.